# Pierre Rapsat
Pierre Rapsat, geboren als Pierre Raepsaet, (Elsene, 28 mei 1948 - Verviers, 20 april 2002) was een Belgische zanger en componist.

## Levensloop
Toen hij tien jaar was verhuisde de hele familie naar Verviers waar hij de rest van zijn leven zou doorbrengen.
Na in verschillende bands gespeeld te hebben begon hij zijn solocarrière in 1973.
In 1976 vertegenwoordigde hij België op het Eurovisiesongfestival in Den Haag met het lied Judy & Cie. Hij werd 8e op 18 deelnemers.
In 1979 vertegenwoordigde hij België op het Intervisiesongfestival in Sopot. Hij werd 10de op 13 deelnemers.
Het album Dazibao uit 2001 werd heel goed onthaald in België, maar ook in Frankrijk. Hij overleed in 2002 aan kanker op 53-jarige leeftijd.
In 2005 eindigde hij op nr. 51 in de Waalse versie van De Grootste Belg.

## Discografie
- 1973 - New York (Engels)
- 1973 - New York (Frans)
- 1975 - Musicolor
- 1976 - Judy et Cie
- 1977 - Je suis moi
- 1978 - Gémeaux
- 1979 - 1980
- 1980 - Donner tout son cœur
- 1981 - Un coup de rouge, un coup de blues
- 1982 - Seul dans la métropole (compilatie)
- 1982 - Lâchez les fauves
- 1984 - Ligne claire
- 1986 - J'aime ça
- 1988 - Haut les mains
- 1989 - J'ouvre les yeux
  - 1. J'ouvre les yeux
  - 2. Lorelei 1990
  - 3. Coeur d'ange, t'as rendez-vous avec le diable
  - 4. Ushuaïa, droit vers le soleil
  - 5. Singapore Sling
  - 6. Où tu veux, quand tu veux
  - 7. Quelque chose a changé
  - 8. Le cri de la ville
  - 9. La légende d'Hiva Oa
  - 10. L'éclat de Véga
- 1991 - J'ai besoin de nous
  - 1. L'enfant du 92ème
  - 2. Cover girl, quel est ton nom
  - 3. Gémeaux
  - 4. Où es-tu Julian
  - 5. Elle m'appelle
  - 6. Les artistes d'eau douce
  - 7. Passagers de la nuit
  - 8. Noï
  - 9. C'est un secret
  - 10. New-York
  - 11. Judy et Cie
  - 12. Animal
  - 13. Soleil noir
  - 14. C'est toujours un mystère
  - 15. Illusions
  - 16. Ecris ton nom
  - 17. Que tout recommence
  - 18. J'ai besoin de nous
- 1992 - Brasero
  - 1. Comme un brasero
  - 2. Je joue encore
  - 3. Feu sacré
  - 4. Goodbye Mr Fender
  - 5. L'évanescente Vanessa
  - 6. Julian est revenu
  - 7. Jeux dangereux
  - 8. Aurore
  - 9. Salut visage pâle
  - 10. L'effet boomerang
  - 11. Parking man
- 1993 - Rééditions: Lâchez les fauves - Je suis moi (1977-1982)
- 1993 - Rééditions: Ligne claire - Haut les mains (1984-1988)
- 1996 - A l'aube du millénaire ...
- 1997 - En concert: Passager d'un soir
- 1998 - Volte-Face
- 2001 - Dazibao
  - 1. Les rêves sont en nous
  - 2. Adeu
  - 3. Ensemble (intro)
  - 4. Ensemble
  - 5. Jardin secret
  - 6. Sitcom
  - 7. On existe encore
  - 8. Un cœur qui se bat
  - 9. Chacun pour soi
  - 10. Rien qu'une chanson
  - 11. Tout le monde veut y croire
  - 12. Dazibao
- 2002 - Tous les rêves
- Disque 1
  - 1. C'est toujours un mystère
  - 2. Où es-tu Julian?
  - 3. Adeu
  - 4. Judy et cie
  - 5. Un cœur qui se bat
  - 6. Illusions
  - 7. Chacun pour soi
  - 8. Passagers de la nuit
  - 9. Jardin secret
  - 10. Joan joue aux dominos
  - 11. On existe encore
  - 12. Blue note dans l'univers
  - 13. Si les femmes
- Disque 2
  - 1. Dazibao
  - 2. Aurore
  - 3. Pile ou face
  - 4. J'attends le soleil
  - 5. Elle m'appelle
  - 6. Animal
  - 7. Soleil noir
  - 8. L'enfant du 92ème
  - 9. Ensemble (intro)
  - 10. Ensemble
  - 11. Les rêves sont en nous
  - 12. Rien qu'une chanson
- 2003 - Tous les rêves (DVD)
- 2003 - Les saisons (anthologie, volume 1)
- 2004 - Jardin secret (anthologie, volume 2)

1956: Fud Leclerc + Mony Marc · 
1957: Bobbejaan Schoepen · 
1958: Fud Leclerc · 
1959: Bob Benny · 
1960: Fud Leclerc · 
1961: Bob Benny · 
1962: Fud Leclerc · 
1963: Jacques Raymond · 
1964: Robert Cogoi · 
1965: Lize Marke · 
1966: Tonia · 
1967: Louis Neefs · 
1968: Claude Lombard · 
1969: Louis Neefs · 
1970: Jean Vallée · 
1971: Lily Castel & Jacques Raymond · 
1972: Serge & Christine Ghisoland · 
1973: Nicole & Hugo · 
1974: Jacques Hustin · 
1975: Ann Christy · 
1976: Pierre Rapsat · 
1977: Dream Express · 
1978: Jean Vallée · 
1979: Micha Marah · 
1980: Telex · 
1981: Emly Starr · 
1982: Stella · 
1983: Pas de Deux · 
1984: Jacques Zegers · 
1985: Linda Lepomme · 
1986: Sandra Kim · 
1987: Liliane Saint-Pierre · 
1988: Reynaert · 
1989: Ingeborg · 
1990: Philippe Lafontaine · 
1991: Clouseau · 
1992: Morgane · 
1993: Barbara · 
1995: Frédéric Etherlinck · 
1996: Lisa del Bo · 
1998: Mélanie Cohl · 
1999: Vanessa Chinitor · 
2000: Nathalie Sorce · 
2002: Sergio & The Ladies · 
2003: Urban Trad · 
2004: Xandee · 
2005: Nuno Resende · 
2006: Kate Ryan · 
2007: The KMG's · 
2008: Ishtar · 
2009: Copycat · 
2010: Tom Dice · 
2011: Witloof Bay · 
2012: Iris · 
2013: Roberto Bellarosa · 
2014: Axel Hirsoux · 
2015: Loïc Nottet · 
2016: Laura Tesoro · 
2017: Blanche · 
2018: Sennek · 
2019: Eliot · 
2021: Hooverphonic · 
2022: Jérémie Makiese · 
2023: Gustaph · 
2024: Mustii · 
2025: Red Sebastian
- Bibsys: 9035729
- Bibliothèque nationale de France: cb13898824z (data)
- Gemeinsame Normdatei: 135220971
- International Standard Name Identifier: 0000 0003 5941 2571
- Library of Congress Control Number: n2013075611
- MusicBrainz: 1dd3010e-103d-4d67-864c-40986500ca18
- Nederlandse Thesaurus van Auteursnamen: 100438555
- Virtual International Authority File: 219985225
- WorldCat: E39PBJc3JwBpWKtqBVVjcKkFKd